# Айзикович Марк Львович
Марк Львович Айзикович (нар. 21 липня 1946 року, Полтава, Українська РСР — пом. 17 березня 2013, Берлін, Німеччина) — радянський музикант, співак, актор, композитор, художній керівник (з 1983 року) і соліст легендарного ВІА «Фестиваль», з 1991 року — керівник «Театру єврейської пісні» в Берліні. У 2005 році отримав звання «Людина року» у Нью-Йорку. У 2010 році був відзначений урядом Німеччини нагородою за активну роботу по інтеграції.

## Біографія
Марк Айзикович народився в родині м'ясника, який тримав ряд на продуктовому ринку. У шкільні роки займався в одному з кращих у Радянському Союзі Театрі юнацької творчості (ТЮТ). Вже тоді добре співав, а на сцені йому доводилося грати виключно принців.
У 1970 році закінчив Харківський інститут мистецтв за спеціальностями «акторська майстерність» та «вокал», працював у Дніпропетровському театрі. В 1973 році Марк Айзикович поїхав працювати актором — режисером на Сахалін, співав у ресторані «Прибій».
У 1976 році став вокалістом полтавського фольклорного рок-ансамблю «Краяни». У листопаді 1977 року на його базі спільно з композитором Максимом Дунаєвським створив ВІА «Фестиваль». З тих пір музиканти ансамблю «Фестиваль» записали інструментальну музику до 36 легендарних фільмів і мультфільмів: таким як «Д'артаньян і три мушкетери», «Ах, водевіль, водевіль...», «Летючий корабель», «Проданий сміх», «Куди він дінеться!», «Сім щасливих нот», «Трест, який лопнув», «Маленька послуга», «Острів скарбів», «Світла особистість» та інші. На гастролях з ансамблем виступали Михайло Боярський, Микола Караченцов, Павло Сміян, Жанна Рождественська, Людмила Ларіна та Ірина Понаровська.
У 1990 році, після розпаду групи, Марк Айзикович поїхав до Німеччини. На початку його зарубіжної кар'єри він познайомився з німецьким виконавцем пісень на їдиш Карстеном Тройке, який запросив Марка, який був носієм цієї мови, але ніколи до того не стикався професійно з єврейським фольклором, до своєї програму. Через декілька років Айзикович вже виступав з власними сольними концертами; став автором музики до більш ніж 20 фільмів і музичних виставах. У Німеччині Марк Айзикович знявся в шести художніх фільмах, зіграв близько десятка ролей на театральній сцені, записав 11 компакт-дисків з єврейськими піснями і підготував 7 концертних програм. У 1991 році створив і очолив у Берліні «Театр єврейської пісні», з яким об'їздив майже всю Європу. За десять років у театрі зіграли 12 прем'єр — «Тев'є-молочник» Шолом-Алейхема, «Йов» за романом Йозефа Рота, «Мегілу» Іцика Мангера, «Хумешлидер» М. Сафіра, а також сучасні твори.
Помер Марк Айзикович 17 березня 2013 року в Берліні від онкологічного захворювання.

## Фільмографія

### Ролі в кіно
- 1981 — «Куди він дінеться!» — учасник вокально-інструментального ансамблю, що акомпанує герою Михайла Боярського в піснях «Зупинись!» та «Міські квіти»
- 1981 — «Сім щасливих нот» — епізод
- 1981 — «Проданий сміх» — Людина з почту барона Треча
- 1999 — «Найгірший випадок», (Німеччина)
- 2003 — «Бабин Яр» — Кантор

## Аудіопостановки за участю Марка Айзиковича
- 1982 — «Летючий корабель» (вініл) — Полкан
- 1983 — «Три мушкетери» (вініл) — Портос[9][10][11]

## Дискографія
- 1993 рік — «Der Fremde», (CD)
- 1996 рік — «Jedeach Bridelach», (CD)
- 1999 рік — «Російські та українські пісні», (CD)
- 2001 рік — «In jiddischn wort» (CD)
- 2007 рік — «Nisht Geshtojgn, Nisht Geflojgn», (CD)
- 2009 рік — «A Spil af Yiddish», (CD)[12]

## Відомі пісні у виконанні Марка Айзиковича
- «Балада про небезпечну дорогу» (музика Максима Дунаєвського на слова Юрія Ряшенцева)
- «Листя палять» (музика Максима Дунаєвського на слова Наума Олєва)
- «Венеціанський музикант» (музика і слова Костянтина Нікольського)
- «Монолог потрібної людини» (музика Лори Квінт на слова Володимира Алєнікова)
- «Не судьба!» (музика Дмитра Даніна на слова Наума Олєва)